# Perloidea
Perloidea, natporodica kukaca obalčara dio natporodice Perloidea. Sastoji se od tri živuće porodice, i više fosilnih porodica i rodova
Porodica je raširena po svim kontinentima osim Australije

## Porodice i rodovi
1. Chloroperlidae Okamoto, 1912
2. †Palaeoperlidae Sharov, 1961
3. Perlidae Latreille, 1802
4. Perlodidae Klapálek, 1909
5. †Platyperlidae Sinitshenkova, 1982
6. †Tshekardoperlidae Sinitshenkova, 1987
7. †Berekia Sinitshenkova, 1987
8. †Bestioperlisca Sinitshenkova, 1990
9. †Chloroperloides Sinitshenkova, 1985
10. †Ecdyoperla Sinitshenkova, 1998
11. †Pectinoperla Sinitshenkova, 1987
12. †Perlisca Sinitshenkova, 1985
13. †Perlitodes Sinitshenkova, 1987
14. †Perlomimus Sinitshenkova, 1985
15. †Savina Sinitshenkova, 1987
16. †Trianguliperla Sinitshenkova, 1985
17. †Triassoperla Lin, 1977
18. †Tungussonympha Sinitshenkova, 1987